# Ganzetippe
De Ganzetippe (Fries: Gânzetippe) is een eiland in het Tjeukemeer. Langs de westzijde van het eiland ligt de A6.
Het achtervoegsel tippe heeft betrekking op de puntvorm van het eilandje.